# Theadora Van Runkle
Theadora Van Runkle (Pittsburgh, 27 marzo 1928 – Los Angeles, 4 novembre 2011) è stata una costumista statunitense.
Dorothy Schweppe - questo il vero nome - nacque a Pittsburgh, in Pennsylvania, come figlia illegittima di Courtney Bradstreet Schweppe (1885-1958), un membro della famiglia delle bevande Schweppes, ed Eltsy Adair (1909-2005). La coppia non rimase insieme ed Eltsy si trasferì in California quando Dorothy era ancora una bambina e la crebbe da sola.
Quando aveva vent'anni iniziò a farsi chiamare Theadora e divenne un'illustratrice di moda di un grande magazzino. Per un breve periodo lavorò come disegnatrice per Dorothy Jeakins, una costumista vincitrice di un Oscar. Lavorò per Jeakins solo per un mese, ma subito dopo la partenza, Jeakins la chiamò per dirle che la aveva consigliata come costumista del film Gangster Story (Bonnie and Clyde) di Arthur Penn.
I primi film per i quali Van Runkle disegnò i costumi furono appunto Gangster Story (1967), Il caso Thomas Crown (1968) e Il compromesso (1969), tutti interpretati da Faye Dunaway, per la quale Van Runkle disegnò anche l'abito indossato dall'attrice agli Oscar 1968, così come molti vestiti indossati dall'attrice all'epoca.
Lavorò poi per alcuni dei più grandi film degli anni '70 e '80 tra cui Bullitt di Peter Yates, Boon il saccheggiatore di Mark Rydell, E Johnny prese il fucile di Dalton Trumbo, Il padrino - Parte II di Francis Ford Coppola, Vecchia America di Peter Bogdanovich, New York, New York di Martin Scorsese, Il paradiso può attendere di Warren Beatty e Buck Henry o S.O.B. di Blake Edwards.
Morì il 4 novembre 2011 nella sua residenza di Los Angeles a causa di un cancro ai polmoni.
Theadora Van Runkle ricevette tre nomination agli Oscar per tre dei suoi progetti: Gangster Story del 1967, Il padrino - Parte II nel 1974 e Peggy Sue si è sposata nel 1986. Sebbene non sia stata nominata per il suo lavoro in In campeggio a Beverly Hills, nel film, la protagonista (interpretata da Shelley Long), fa riferimento a Van Runkle per nome: dopo aver ricevuto i complimenti per il suo vestito, Long dichiara "È un Van Runkle, non è favoloso?"
Nel 1983 vinse un Emmy Award per il suo lavoro in Storie di guerra e di magia, una serie televisiva fantasy.
Ha ricevuto il premio alla carriera della Costume Designer Guild nel 2002.

## Influenza della moda
Van Runkle rifiutò il consiglio di Edith Head di "fare tutto in chiffon" quando iniziò a lavorare a Bonnie and Clyde. Seguì invece il suo istinto per creare un'immagine dei "gangster romantici e tragici dell'era della Depressione". All'inizio Dunaway non voleva indossare abiti fluidi, facili da indossare e confezionare e gonne al polpaccio, ma non appena il film uscì "le maxigonne sostituirono le minigonne, la produzione dei tradizionali berretti francesi aumentò e le donne di tutta l'America iniziarono a cercare nei negozi vintage e negli armadi delle nonne pezzi vintage degli anni '30. Anche gli abiti doppiopetto di Beatty, indossati dal suo personaggio Clyde, riportarono in voga gli anni '30 per l'abbigliamento maschile degli anni '70.

Una cosa simile successe dopo il lavoro di Van Runkle su The Thomas Crown Affair e Bullit. Collaborò con Steve McQueen per creare abiti che resero McQueen "il re del cool". Secondo Bauer, "Il design dei costumi per entrambi questi film ha avuto un impatto immediato e duraturo sulla moda".

## Vita privata
Theodora Van Runkle ebbe due figli con il suo primo marito, Robert Lorimer Van Runkle, dal quale divorziò. Anche il suo secondo matrimonio con il fotografo Bruce McBroom si concluse con un divorzio.

## Filmografia parziale
- Gangster Story (Bonnie and Clyde), regia di Arthur Penn (1967)
- Il caso Thomas Crown (The Thomas Crown Affair), regia di Norman Jewison (1968)
- Il compromesso (The Arrangement), regia di Elia Kazan (1969)
- Boon il saccheggiatore (The Reivers), regia di Mark Rydell (1969)